# Siegfried Gehlert
Siegfried Gehlert (* 19. Juli 1925 in Raschau, Sachsen; † 29. Januar 2010 in Chemnitz) war ein deutscher Generalleutnant und langjähriger Leiter der Bezirksverwaltung Karl-Marx-Stadt des Ministeriums für Staatssicherheit (MfS) der DDR.

## Leben
Der Sohn eines Verwaltungsangestellten und einer Hausfrau besuchte die Volksschule und die Handelsschule. Am 1. Dezember 1942 beantragte er die Aufnahme in die NSDAP und wurde zum 20. April 1943 aufgenommen (Mitgliedsnummer 9.341.920). Er wurde 1943 zum RAD und 1944 zur Wehrmacht eingezogen.
Gehlert geriet 1945 in sowjetische Kriegsgefangenschaft. 
Nach seiner Rückkehr wurde er 1948 Angehöriger der Deutschen Volkspolizei (VP) und 1949 Mitglied der SED. Im Gründungsjahr des MfS 1950 wechselte von der Volkspolizei zur Staatssicherheit und begann als Oberkommissar in der Dienststelle Aue der Länderverwaltung Sachsen. Bereits 1952 wurde er Leiter der Kreisdienststelle (KD) Auerbach, dann der KD Schwarzenberg und 1953 Leiter der KD Zwickau. Ab 1954 fungierte er als Leiter der Abteilung II (Spionageabwehr) der Bezirksverwaltung (BV) in Karl-Marx-Stadt und ab 1955 als stellvertretender Leiter der BV. Im Alter von 33 Jahren wurde er 1958 als Nachfolger von Hans Schneider Leiter der BV Karl-Marx-Stadt. Von 1959 bis 1989 war er Mitglied der SED-Bezirksleitung Karl-Marx-Stadt. Von 1960 bis 1965 absolvierte er ein Fernstudium an der Juristischen Hochschule Potsdam mit dem Abschluss als Diplomjurist und wurde 1973 dort zum Dr. jur. promoviert. Am 29. Februar 1972 wurde er vom Vorsitzenden des Nationalen Verteidigungsrates der DDR, Erich Honecker, zum Generalmajor ernannt und 1987 zum Generalleutnant befördert.
Zur Wende und friedlichen Revolution in der DDR war er der dienstälteste Leiter einer Bezirksverwaltung im MfS. Nach Umbildung der Bezirksverwaltung in ein Bezirksamt im November 1989 blieb er vorerst im Amt und wurde am 7. Dezember als Leiter des Bezirksamtes durch seinen ersten Stellvertreter Oberst Schaufuß abgelöst. Im Februar 1990 erfolgte seine Entlassung.

## Auszeichnungen in der DDR
- 1963 Vaterländischer Verdienstorden in Bronze und 1979 in Gold